# Amurru

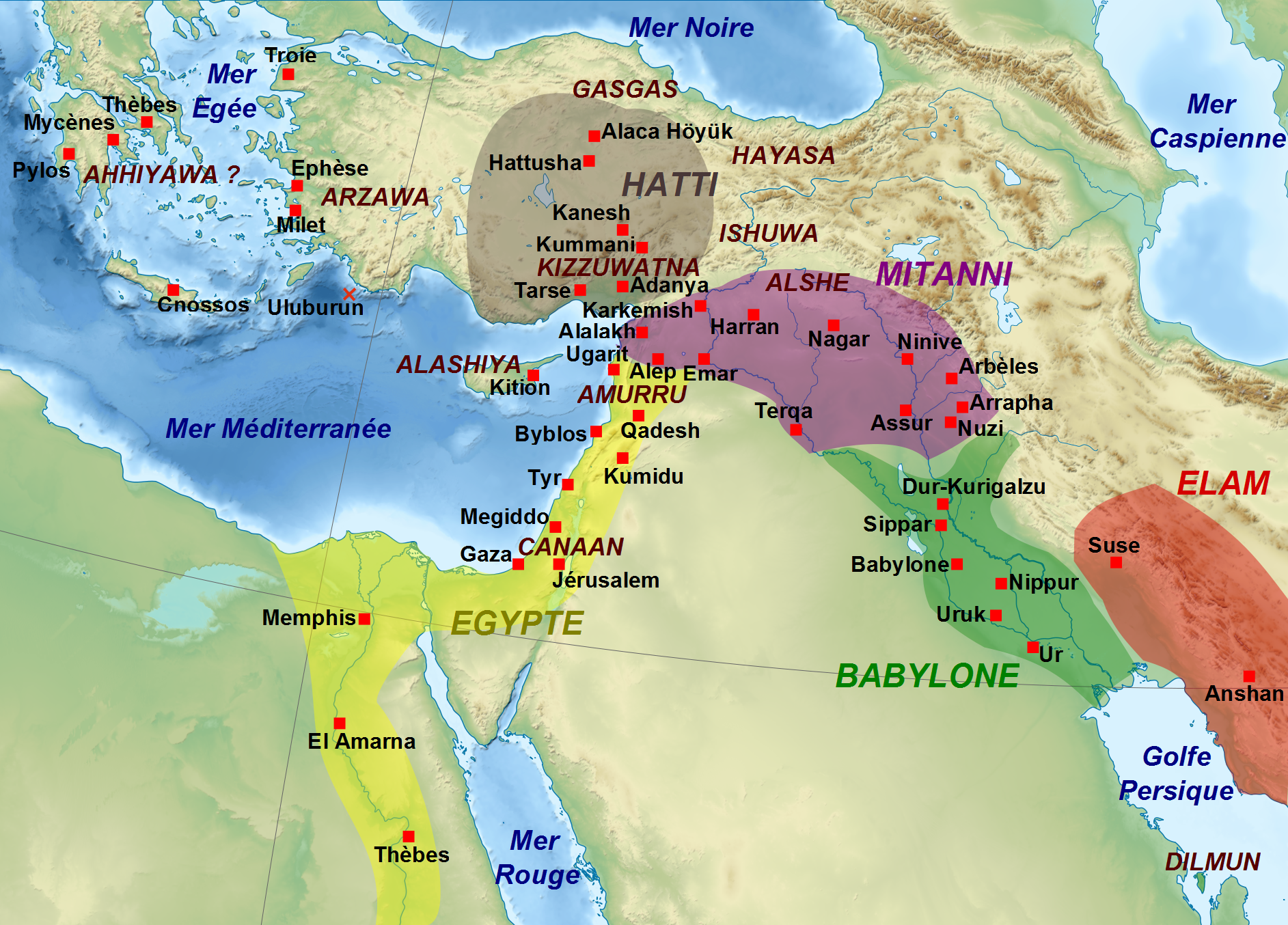
Geopolitisk karta över Mellanöstern under Amarnaperioden. Innan Amurru blev del av den hettitiska intressesfären.

Amurru var ett amoritiskt kungadöme grundat kring 2000 f.Kr., i vad som i dag är västra samt nordvästra Syrien och norra Libanon.
Den första dokumenterade konungen av Amurru var Abdi-Ashirta som låg i konflikt med stadsstaten Byblos. Abdi-Ashirta var egyptisk vasallkonung men hans son Aziru kom senare att gå över som vasallkung till det hettitiska imperiet under kung Suppiluliuma I.
Amurrus övergång till hettiterna skulle leda till flera egyptiska fälttåg i området då egyptierna försökte återfå kontrollen. Amurruriket gick under på 1100-talet f.Kr.